# André Lorulot
Georges André Lorulot, né le 23 octobre 1885 à Paris dans le quartier du Gros-Caillou et mort le 11 mars 1963 à Herblay, est un libre-penseur antireligieux et anarchiste individualiste français.
Il expose à de nombreuses reprises ses idées anticléricales, notamment dans son livre le plus célèbre Pourquoi je suis athée, paru en 1933 et préfacé par Han Ryner.
Il a longtemps présidé la Fédération nationale de la libre pensée et dirigé son journal La Calotte.

## Biographie

### Débuts
À l'école, il se distingue par ses aptitudes en histoire. La croyance en Dieu est pour lui un moyen de s'évader de la misère dans laquelle il vit, mais il perd la foi vers quinze ans. Il est contraint de quitter l'école à l'âge de quatorze ans pour travailler chez un éditeur parisien. Il devient petit à petit libre penseur, athée, matérialiste, antireligieux, démocrate, socialiste et s'engage dans la lutte sociale. Les premières manifestations auxquelles il participe sont organisées par la Libre Pensée.
Il lit Le Radical et La Petite République de Jean Jaurès, il s'abreuve des œuvres de Jules Guesde, de Lafargue et de Jean Jaurès, ainsi que des publications du Parti Ouvrier belge. Il hésite entre différents courants politiques et il est anarchiste un certain temps, mais écœuré par les divisions et les vaines querelles entre les partis progressistes (socialistes, anarchistes…).

### Journaliste anarchiste

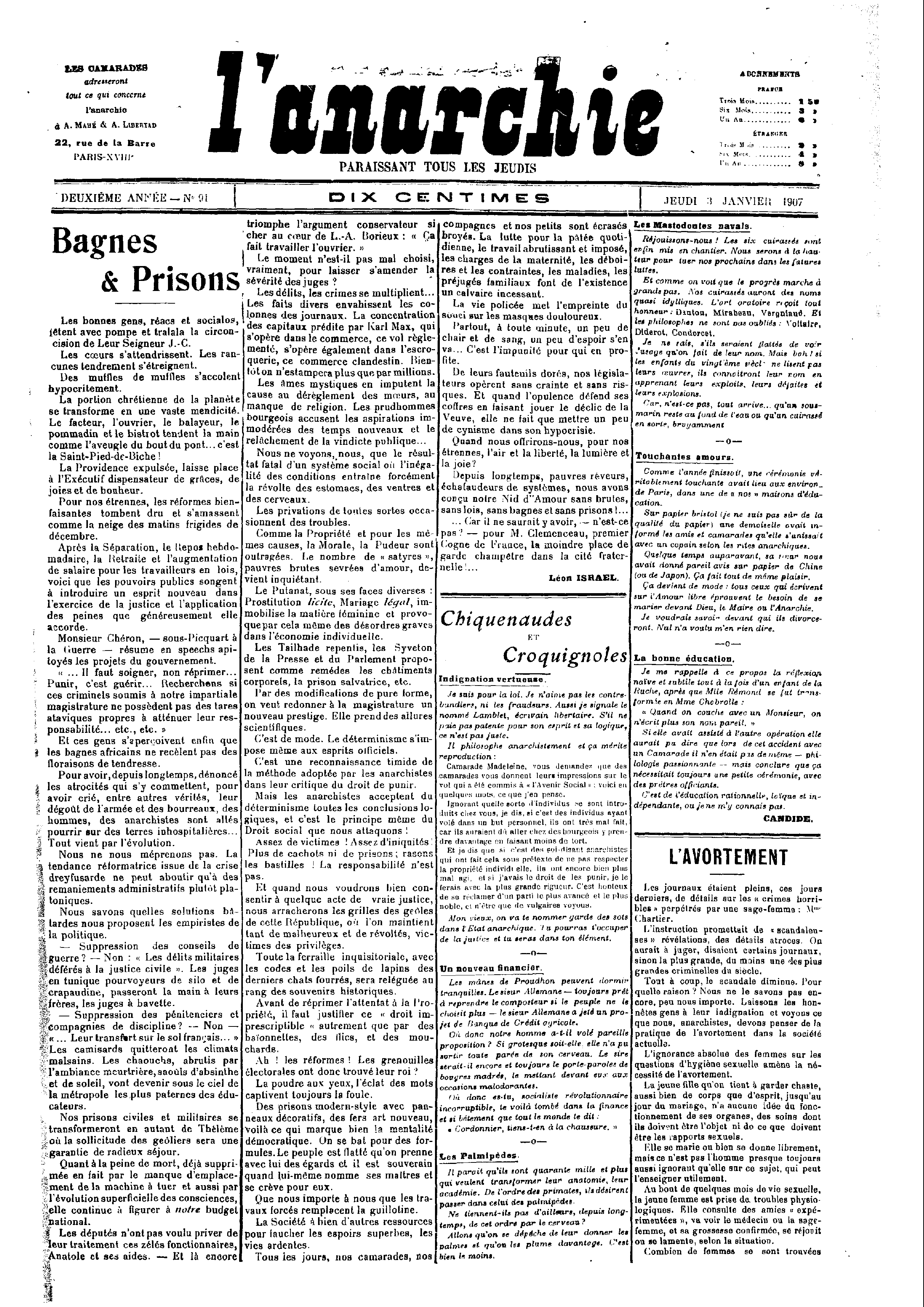
L'Anarchie, 3 janvier 1907.

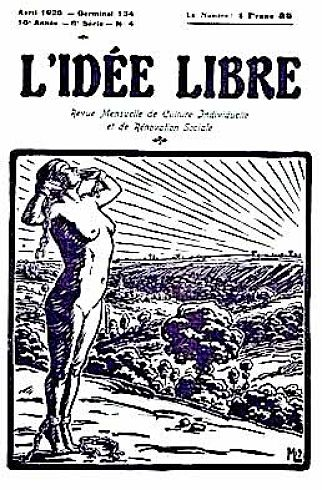
L’Idée libre, avril 1926.

Passionné par la lecture et l'écriture, il est directeur de la revue L'anarchie de 1909 à 1911, puis il fonde L’Idée libre en 1911 et La Calotte en 1930, ce qui lui permet d'échapper à la censure des grands journaux face à ses idées révolutionnaires et son combat pour les droits des femmes.
Son entrée en politique coïncide avec le moment le plus polémique de l'affaire Dreyfus. Il se passionne pour ce combat qu'il mène aux côtés des dreyfusards libres penseurs, dont Émile Zola, Georges Clemenceau, Jean Jaurès et Sébastien Faure, et les républicains, socialistes, libertaires, syndicalistes. À l'école déjà, il prend la défense d'un de ses camarades, un Juif nommé Roos, et encaisse les coups avec lui. Ce fut sa « première prise de contact avec l'injustice ». Il dénonce les « faussaires de l'État-Major » et la « tourbe des décerveleurs antisémites ».
Mais il n'échappe pas à la justice qui le condamne plusieurs fois à des peines de prison tout au long de sa vie pour des motifs mineurs (avoir sifflé lors du passage du roi d'Espagne en visite à Paris en 1905, provocation de militaires à la désobéissance…). Il est notamment emprisonné un an pour avoir commenté une phrase antimilitariste d'Aristide Briand qui appelait à la révolte contre les officiers. Briand était alors Ministre de la Justice. « J'étais donc poursuivi par Briand pour avoir cité un texte de Briand », fait remarquer Lorulot. Son avocat était Gustave Hervé. En prison il collabore à plusieurs journaux sous des pseudonymes, dont le journal tchèque « Prace », mais la Censure impériale autrichienne coupait les trois-quarts de ses articles. Il est aussi condamné à 15 mois de prison pour sa brochure « L'Idole Patrie ».
Il contribue à l'Encyclopédie anarchiste, initiée par Sébastien Faure, publiée en quatre volumes, entre 1925 et 1934

### Évolutions
André Lorulot participe à une expérience de société communiste à la Colonie libertaire de Saint-Germain-en-Laye. Il rencontra la militante anarchiste et enseignante Émilie Lamotte qui devint sa compagne jusqu'à la mort de celle-ci en 1909. Il devient ensuite l'amant de Louise Kaiser l'épouse d'Eugène Dieudonné, l'un des membres de la bande à Bonnot.
Après la Première Guerre mondiale, il se consacre à la réorganisation de la Libre Pensée. Il s'éloigne peu à peu de l'anarchisme et soutient la Révolution bolchévique dans les années 1920.
En 1924, il est initié franc-maçon à la Loge "L'Équerre" de Moulins.
En 1933, un passeport pour le Maroc lui est refusé par les autorités françaises. La raison en est que son nom figurait dans le dossier « Service des anarchistes », mais également que le gouvernement italien s'était plaint auprès du gouvernement français qu'il critiquait Mussolini dans ses conférences. Pour obtenir son passeport, André Lorulot a dû prendre l'engagement de ne pas critiquer M. Mussolini au cours de ses conférences au Maroc. Mais pour se venger il débutait toutes ses conférences par : « Je me suis engagé, pour obtenir un passeport, à ne pas attaquer M. Mussolini. Ne soyez donc pas surpris de mon silence forcé et veuillez ne pas l'interpréter dans un sens défavorable ».
Il donne des conférences dans toute la France et en dehors sur des thèmes très divers, liés à l'actualité, tels que « Fusilleurs et Fusillés » au lendemain des fusillades de Narbonne et de Villeneuve-Saint-Georges, « Les vrais bandits » au moment de l'affaire des « bandits tragiques », « Dieu existe-t-il ? », « Morale laïque ou morale religieuse ? », « La faillite de la politique », « Peut-on vivre sans autorité ? », « Pour ou contre la dictature ? » au début de la Révolution russe, « La véritable éducation sexuelle », « La guerre en Abyssinie », « L'Espagne en feu », « L'Église et la Guerre », « Pourquoi je suis athée », « Pour ou contre la confession », « La vérité sur Lourdes », « L'Église et l'Amour », « Faut-il autoriser les congrégations ? », « L'Église et les travailleurs », « Peut-on vivre sans religion ? », « L'Église et le fascisme », « Faut-il croire aux miracles ? », « Un socialisme peut-il être chrétien ? », « La faillite du Christianisme », « Jésus-Christ a-t-il existé ? », « La religion peut-elle sauver le Monde ? », « Dieu », etc. Ce travailleur infatigable a publié un nombre impressionnant de brochures et a tenu 2 500 à 3 000 conférences. Il fait également de nombreux débats contradictoires avec les cléricaux.
Pendant l'Occupation, l'abbé Bergey, de la Gironde, demande son arrestation. Adhérent pendant de nombreuses années de la Société des gens de lettres, il en démissionne à la même époque « parce que ladite Société faisait célébrer, avec l'argent des adhérents, des messes pour le repos de l'âme de certains écrivains ! »

### Mort
À sa mort en mars 1963, Lorulot est incinéré au Père Lachaise. Il a été l'objet de très nombreux hommages de tout horizon (anarchie, partis politiques, franc-maçonnerie), en présence de nombreuses fédérations départementales de la Libre Pensée.

### Libre-penseur
Selon l'historien Jean-Marc Schiappa : « En 1911, le mouvement ouvrier est dans une situation très difficile et le mouvement libre penseur également. On est dans une phase d'avancée vers la guerre, dans quelques mois la loi de trois ans du service militaire va être votée. La réponse des grandes organisations ne convient pas que ce soit la SFIO qui ne s'occupe que de ses succès électoraux ou de la CGT confrontée aux conséquences de l'échec des grèves de 1906 /1907. Le mouvement anarchiste verse dans l'illégalité. C'est l'année de la bande à Bonnot dans laquelle, d'ailleurs, Lorulot est compromis. Le mouvement libre penseur est un peu subjugué par le succès de la loi de 1905. La situation personnelle de Lorulot s'intègre dans ce cadre. En 1911, il est un militant individualiste. Par ses talents oratoires et épistolaires, il a été amené à devenir le principal animateur de la revue L'Anarchie. Après le décès d'Albert Libertad, il la dirige mais doit en arrêter la publication en juillet 1911. Il lance donc L’Idée libre, revue vouée à l'auto-éducation, à l'éducation personnelle et qui sera en fait, avec l'animation de la LP, le grand combat de sa vie jusqu'à son décès en 1963. »

## Œuvre

### Publications
- Socialisme, Anarchisme et Révolution (1910, en collaboration avec Alfred Naquet)
- Fusilleurs et fusillés, 1911
- Les Théories anarchistes (1911)
- Crime et Société (préfacé par le docteur Legrain et le professeur Raphaël Dubois) (1923) Librairie Stock
- Chez les loups (1920, peinture des milieux anarchistes et de leurs dérives)
- Méditations et souvenirs d'un prisonnier (1921, illustré par Petit-Strix)
- La Véritable Éducation sexuelle (1926, préfacé par le docteur Voivenel)
- L’Éducation sexuelle et amoureuse de la femme
- Tricheries et truquages de l'amour, 1957. Édition de l'Idée Libre
- La Flagellation et les perversions sexuelles
- Femmes et fillettes, méfiez-vous !
- La Vie et le travail des filles de joie
- Notre ennemie : la femme
- Sa majesté l'Amour
- Un mois chez les curés (1927)
- L'Église et la guerre (1930, préfacé par Henri Barbusse et Victor Margueritte)
- Pourquoi je suis athée (1933, préfacé par Han Ryner)
- Barbarie allemande et barbarie universelle (préfacé par Auguste Forel)
- L'Espagne en feu
- Les hommes me dégoutent (1939)
- Histoire de ma vie et de mes idées (première édition 1943)
- La Grande Trahison de 1940
- La Bible comique illustrée (illustrations d'Armangeol)
- La Vie comique de Jésus (illustrations d'Armangeol) Éd. L'idée libre 1934
- Les Sermons de l'abbé Rasibus (illustrations d'Armangeol)
- Histoire des papes illustrée (illustrations d'Armangeol)
- Les Jésuites
- L'Église et l'Amour (en collaboration avec l'abbé Violet)
- La Soutane devant l'amour
- L'Église et la limitation des naissances
- L'Église et les travailleurs
- La Vérité sur le syndicalisme chrétien
- Pour ou contre l'Église (controverse avec l'abbé Violet)
- Véridique histoire de l'Église
- Le Mythe de Jésus
- Le Paganisme chrétien (en collaboration avec M. Phusis)
- La Vérité sur Lourdes
- Aventures d'un Auvergnat et d'un Parisien au pèlerinage de Lourdes
- Que faut-il penser des guérisons miraculeuses ?
- Peut-on vivre sans religion ?
- Pour ou contre la franc-maçonnerie ?
- La Franc-Maçonnerie et la Guerre
- Histoire populaire du socialisme mondial
- Paroles d'un incroyant
- Les hommes me dégoûtent (pamphlet) (1963, éditions L'Idée libre, Herblay)
- Ma vie, mes idées (1973, édité par les Amis d'André Lorulot)

### Pièces de théâtre
- Contre la guerre
- Dans les tranchées
- L'Invasion
- Mon Royaume n'est pas de ce Monde (1934)
- Dieu reconnaîtra les siens
- La Morale de Croquemitaine (préfacé par G. de Lacaze-Duthiers)
- Dans la geôle de Franco
- La Toile d'araignée

### Brochures
- L'Idole Patrie
- La Colonie de St-Germain (1909)
- Une Révolution est-elle possible ? (1911)
- La Crise de la démocratie (1929)
- Les Crimes de la colonisation (1934)
- L'Église, c'est le fascisme (1934)